# Диодор Јурјегорски
Диодор Јурјегорски (рођ. Диомид Јерофејевич ; 1580-1633) - светитељ Руске православне цркве, оснивач и градитељ скита Јуријегорск Демјановског манастира у близини града Олоњеца.

## Биографија
Диомид је рођен око 1580. године у селу Турцхасово, Каргопољски округ на реци Оњези. Родитељи: Јеротеј и Марија.
Око 1595. године, по благослову родитеља, отишао је на ходочашће у Соловецки манастир и убрзо се тамо замонашио узевши име Диодор.
Жеља за пустињским животом која се развила у то време утицала је и на Диодора; пронађен је једва жив од глади; игумани су чак били принуђени да предузму мере против страсти за испосништвом: заједно са другима Диодор је доведен и смештен у манастир.
Три месеца касније, Диодор се поново повукао у пустињу и живео на Соловецком острву шест месеци, затим напустио Соловецка острва и отишао према Оњези и на Јурјевској планини, изнад језера Вадло у Олоњечкој губернији, живео је седам година у потпуној самоћи.
Диодор је добио дозволу за оснивање манастира Свете Тројице, саградио две цркве и ћелије за братију. Нови манастир је имао много потреба, није имао ни своје оранице, а монаси су често гладовали; незадовољни су више пута хтели да убију Диодора.
Монах Диодор се упокојио 27. новембра 1633. године у Каргопољу, где је служио за потребе манастира. Два месеца касније, његове нетрулежне мошти пренете су у манастир Свете Тројице, који је он основао. Сахрањен је поред манастирског храма. Године 1764. мошти Преподобног Диодора Јуријегорског биле су сакривене у Тројичкој цркви самог манастира Јуриегорск.
Његов спомен црква празнује на дан његове смрти 27. новембра, као и на Саборима Архангелских, Карелских, Новгородских и Соловецких светих.